# Malaca (ciutat)
La Ciutat de Malaca (en malai Bandar Melaka) és la capital de l'estat de Malaca, a Malàisia.
El Seri Negeri, el centre estatal administratiu i de desenvolupament en què es troben les oficines del Governador i del secretari d'estat i la cambra de l'assemblea legislativa, està localitzat a Malaca. El 7 de juliol de 2008 la ciutat va ser inclosa per la UNESCO a la llista del Patrimoni de la Humanitat al costat de la de George Town a Penang.

## Història
El lloc on se situa la ciutat de Malaca va ser el centre de la història de l'estat del mateix nom. Va ser la capital del sultanat de Malacay, el centre del món malai entre els segles XV i XVI després de la sortida dels malais de Sumatra i abans de l'arribada dels portuguesos el 1511. Els segles de colonització portuguesa, holandesa i britànica així com el desenvolupament de la cultura xinesa ha influenciat l'arquitectura de la ciutat.
Després de la Segona Guerra Mundial, el sentiment anti-colonial es va propagar entre els nacionalistes malais, portats a les negociacions amb els britànics i l'eventual anunci d'independència de Tunku Abdul Rahman, el primer primer ministre de Malàisia, al Padang Pahlawan (camp del guerrer) a Bandar Hilir, a Melaka el 20 de febrer de 1956.
Des de la fundació de Singapur el 1819, el port de Malaca va entrar en declivi davant l'auge del port de Singapur i posteriorment del de Kuala Lumpur.

## Turisme
La major part de les atraccions turístiques es concentren en el petit centre de la ciutat. Un pot caminar per la Jonker's Walk en què se succeeixen una fila de cases-botiga pertanyents a l'arquitectura de Peranakan. A l'àrea de Bandar Hilir es troba la fortalesa de Famosa, S. Paul Hill i molts museus. Un altre lloc d'interès és Pulau Melaka, una illa formada per terreny guanyat al mar. Al final de Pulau Melaka està situada la mesquita de Masjid Selat. Altres illes inclouen Pulau Upeh, a prop de la platja de Klebang, i Pulau Besar.

### Assentaments europeus
- Fort de Famosa (Porta de Sant Jaume)
- Christ Church
- Stadthuys (Edificis administratius holandesos)
- Església de S. Francesc Xavier
- Assentament portuguès
- Fort de St John
- Fort de St Paul
- Ruïnes de l'església de St Paul Church - Sant Francesc Xavier va ser temporalment enterrat a l'església de St Peter
- Església de St Theresa
- Font de Victòria

### Assentaments xinesos
- Cementiri de Bukit Xina
- Temple Cheng Hoon Teng
- Temple Geok Hu Keng
- Temple Poh Sant Teng
- Temple Sri Poyyatha

### Llocs musulmans i malais històrics
- Mausoleu de Hang Jebat
- Mausoleu de Hang Kasturi
- Mesquita de Kampung Hulu
- Mesquita de Kampung Kling
- Mesquita de Tranquerah (Mesquita Tengkera)
- Mur del Sultà
- Masjid Selat Melaka

### Altres monuments
- Memorial de la declaració d'Independència (Memorial Pengistiyharan Kemerdekaan)